# Veiros (Estarreja)
Pour les articles homonymes, voir Veiros.
Veiros est une ancienne paroisse civile portugaise (en portugais : freguesia) de la municipalité d'Estarreja dans le district de Beja.
La loi no 11-A/2013 du 28 janvier 2013, portant réorganisation administrative du territoire des freguesias, fusionne Veiros avec la paroisse voisine de Beduído pour former l’União das freguesias de Beduído e Veiros (dont le siège est à Beduído).